# Sierpnica (województwo dolnośląskie)
Sierpnica (dawniej nazywana: 1395 r. – Rudilswalde, 1748 r. – Rudliswalde, 1787 r. – Rudelswaldau, 1840 r. – Rudolphswaldau, Ruhmswalde, 1910 r. – Rudolfswaldau, 1945 r. – Modrzewki, 1948 r. – Sierpnice, 1965 r. – Sierpnica) – wieś w Polsce położona w województwie dolnośląskim, w powiecie wałbrzyskim, w gminie Głuszyca. Obecna nazwa pochodzi od popularnej rośliny łąkowej, która występowała licznie na terenie wsi – Sierpnica pospolita.

## Podział administracyjny
W latach 1975–1998 miejscowość położona była w województwie wałbrzyskim.

## Krótki opis
Miejscowość przed 1945 r. nosiła nazwę Rudosfold. Wieś łańcuchowa położona w dolinie między Wzgórzami Wyrębińskimi a masywem Masywem Włodarza Gór Sowich. Sierpnica dzięki doskonałemu położeniu na obrzeżu Parku Krajobrazowego Gór Sowich w pobliżu obiektów turystycznych i warunkom naturalnym jest chętnie odwiedzana przez turystów.

## Historia
W kronikach spotyka się wzmianki o osiedlaniu się ludów na terenach podgórskich Gór Sowich już w czasach epoki kamiennej, ale wyraźne ślady osadnictwa na terenach podgórskich Gór Sowich a zarazem na terenie obecnej wsi wskazują na czasy piastowskie, kiedy ziemie te należały do książąt śląskich. Pierwotnie była to mała wieś rycerska. Henryk Brodaty za czasów swego panowania sprowadził na swoje ziemie w pierwszej połowie XIII wieku niemieckich kolonizatorów, czym przyczynił się do germanizacji wioski. W początkach XIII wieku w miejscu obecnej wsi osiedlili się sprowadzeni z Niemiec smolarze i drwale, karczujący lasy Puszczy Sudeckiej. W tym samym okresie w zboczach tutejszych gór prowadzono roboty górnicze związane z wydobyciem rud srebra i ołowiu. W latach 1419–1463 wsi nie omijały wojny husyckie.
Druga kolonizacja wsi miała miejsce w początkach XVI wieku i wiązała się wyrobem gontów. W roku 1528 panem Książa został Krzysztof II Hochberg, który sprowadził z Niemiec górników dla wydobywania rud miedzi i żelaza. Osiedlili się oni w kotlinach blisko zboczy górskich, w których drążyli sztolnie za rudą. Kilku z nich osiadło w miejscu obecnej wsi.
Pierwsza zapisana nazwa wsi pochodzi z 1548 r., kiedy sędzia dworski ze Świdnicy odbudował jedną z wiosek w sowiogórskiej dolinie i nadał jej nazwę Rudolfswald (obecnie Sierpnica). W tym okresie w okolicy prężnie rozwijały się tartaki, handel i tkactwo. Rozwój ten miał decydujący wpływ na wioskę w XVI wieku. We wsi była gospoda, piekarnia, rzeźnia i kuźnia.
Wiek XVII to dla wsi czas kataklizmów, wojen i nieszczęść. W latach 1618–1648 przez wieś przetoczyła się wojna trzydziestoletnia. W roku 1631 wojska cesarskie splądrowały i ograbiły okolicę. W roku 1633 epidemia dżumy zabrała wielu mieszkańców. W latach 1639–1642 teren okupowały wojska szwedzkie. Po pokoju westfalskim w roku 1648 prześladowani protestanci osiedlali się w trudno dostępnych ostępach górskich – kilku z nich osiadło w Sierpnicy. W roku 1686 w pobliskiej Głuszycy wybuchł bunt przeciwko feudalizmowi, który wkrótce ogarnął też Sierpnicę.
XVIII wiek to rozwój tkactwa – w Sierpnicy było kilku tkaczy, o czym świadczą odeskowane poddasza domostw, w których przechowywali materiał przędzalniczy. W latach 1719–1722 Sierpnicę i okolice nawiedzały susza i głód. W roku 1740 podczas wojny austriacko-pruskiej wioskę niszczyły grabieże, mordy, wysiedlenia i wysoka kontrybucja. W październiku 1745 pod Głuszycą rozegrała się bitwa wojsk austriackich z prusakami, w wyniku czego raz jedni raz drudzy plądrowali wioskę i okolice. W latach 1756–1763 wojna 7-letnia ściągnęła na wioskę egzekucje, mordy i kontrybucje. W roku 1767 mieszkańców zdziesiątkowała epidemia czarnej ospy.
W latach 1804–1805 okolice nawiedziła powódź, klęska nieurodzaju i głód. W roku 1807 wojna francusko-pruska dołożyła kolejną niszczącą kartę. Rok 1841 to burzliwy początek przemysłu bawełnianego w okolicy, dzięki czemu rozwinęła się rolnicza wieś. W roku 1847 wioskę nawiedziła kolejna fala nieurodzaju i głodu.
Spokojny rozwój wsi trwał do II wojny światowej. W okresie wojny Sierpnica objęta była hitlerowskim projektem Riese: w pobliżu w zboczu Osówki wykonywane były wyrobiska jednego z wielu tajemniczych obiektów specjalnego przeznaczenia. Całe Góry Sowie otoczone były specjalną strefą bezpieczeństwa z wieżami wartowniczymi, a okoliczne miejscowości (w tym Sierpnicę) zamieszkiwali zaufani Niemcy.
Po 1945 r. w Sierpnicy osiedlali się osiedleńcy ze wschodu. Wieś wyludniała się (211 mieszkańców w III 2011r.) i stopniowo zamierała. Od 2020 r. zyskuje nowych osadników migrujących z dużych aglomeracji.

## Zabytki
Do wojewódzkiego rejestru zabytków wpisane są:
- kościół ewangelicki, obecnie rzymskokatolicki filialny pod wezwaniem Matki Bożej Śnieżnej, wzmiankowany w 1399 r. Obecny unikatowy drewniany kościół został wzniesiony w latach 1548-1564 i powiększony o murowaną wieżę w 1785 nakrytą cebulastym hełmem, odnawiany w 1592, 1784-1785 i 1930-1933. Wnętrze salowe, prostokątne z dobudówką od północy, nakryte wysokim gontowym dachem, całość otoczona podcieniami tzw. sobotami. We wnętrzu zachowana cześć gotyckich rzeźb drewnianych; Matki Boskiej, św.Marii Magdaleny i św. Mikołaja z XV w., barokowa: chrzcielnica, ambona i prospekt organowy z końca XVII wieku. Na zewnątrz, po obu stronach podcienie nazywane sobotami[6]
- dom, ul. Świerkowa 10, z 1790 r.

inne zabytki:
- kilka zabudowań gospodarczych i mieszkalnych z drugiej połowy XVIII wieku o konstrukcji zrębowej, ze stromymi dachami i odeskowanymi szczytami poddaszy. Domy tej okolicy charakteryzują się skromnym wystrojem architektonicznym. Zamieszkiwane były przez tkaczy, którzy poddasza wykorzystywali do przechowywania surowca do przędzenia

zabytki nieistniejące:
- dwór sołecki, barokowy, wzniesiony w latach 1775-1776, przebudowany w XIX w. Prostokątny, dwutraktowy, dwukondygnacjowy, kryty dachem mansardowym, do obecnych czasów zachowały jedynie stylowe kamienne portale i obramienia okien, ponieważ został rozebrany w latach 70. XX wieku.

## Szlaki turystyczne
- Żółty:  Świerki Dolne (przystanek kolejowy) - Sierpnica - Kompleks Osówka
- Niebieski:  Czarnoch - Bartnica - Sierpnica - Rozdroże pod Sokołem (Główny Szlak Sudecki)[7]